# Marcel Moens
Marcel T. J. Moens, född 1 februari 1892, var en belgisk hastighetsåkare på skridskor. Han deltog i de olympiska spelen i Chamonix 1924. Som bäst kom han på 21:e plats på 1 500 meter och på 5 000 meter. På 500 meter kom han på 26:e plats.